# Skisprung-Continental-Cup
Der Skisprung-Continental-Cup, abgekürzt COC, früher auch Interkontinentalcup, ist eine jährlich ab dem Winter 1991/92 vom Weltskiverband FIS ausgerichtete Wettkampfserie im Skispringen. Sie folgte auf den Skisprung-Europacup. Die ersten beiden Jahre wurde die Serie als Europacup/Continental Cup in Doppelbezeichnung ausgeführt. Fälschlicherweise wird der COC häufig als B-Weltcup bezeichnet, wahrscheinlich in Anlehnung an den Weltcup der Nordischen Kombination, bei dem Sportler zwischen A- und B-Weltcup auf- und absteigen.
Sowohl bei den Herren als auch bei den Damen ist der Continental Cup die zweithöchste Wettkampfklasse, direkt nach dem Weltcup. Üblicherweise treten hier jüngere Springer beziehungsweise Springerinnen an, um sich einen Platz im Weltcupteam ihres Landes zu erspringen. Einige Springer wechseln auch mehrfach in einer Saison zwischen COC und Weltcup hin und her, sodass es oftmals zu keiner kontinuierlichen Teilnahme am Continental Cup kommt, weshalb dessen Gesamtsieger nicht zwangsläufig auch der beste Springer sein muss. Anders als im obersten Leistungslevel – wo zwischen winterlichem Weltcup und sommerlichem Grand Prix unterschieden wird – werden die Serien in beiden Jahreszeiten als Continental Cup bezeichnet.
Bei den Damen war der Continental Cup bis einschließlich der Saison 2010/11 die einzige und somit automatisch höchste Wettkampfklasse. Seit der Saison 2011/12 wird jedoch auch eine Weltcupserie bei den Frauen ausgetragen, sodass der Continental Cup auch hier nur noch die „zweite Liga“ ist. Ähnlich verhält es sich mit den Sommer-Wettbewerben: Seit der Öffnung des Skisprung-Grand-Prix für Frauen im Jahr 2012 ist der sommerliche Continental Cup die zweithöchste Wettkampfklasse.

## Listen der Sieger der Continental-Cup-Gesamtwertungen

### Herren Winter
| Saison  | Sieger              | Zweiter                | Dritter             |
| ------- | ------------------- | ---------------------- | ------------------- |
| 2023/24 | Maximilian Ortner   | Jonas Schuster         | Francisco Mörth     |
| 2022/23 | Benjamin Østvold    | Fredrik Villumstad     | Sondre Ringen       |
| 2021/22 | Thomas Lackner      | Joacim Ødegård Bjøreng | Ulrich Wohlgenannt  |
| 2020/21 | Markus Schiffner    | Ulrich Wohlgenannt     | Manuel Fettner      |
| 2019/20 | Clemens Leitner     | Clemens Aigner         | Taku Takeuchi       |
| 2018/19 | Clemens Aigner      | Aleksander Zniszczoł   | Marius Lindvik      |
| 2017/18 | Marius Lindvik      | Andreas Wank           | David Siegel        |
| 2016/17 | Clemens Aigner      | Miran Zupančič         | Nejc Dežman         |
| 2015/16 | Tom Hilde           | Clemens Aigner         | Karl Geiger         |
| 2014/15 | Anže Semenič        | Kenneth Gangnes        | Miran Zupančič      |
| 2013/14 | Manuel Fettner      | Nejc Dežman            | Rok Justin          |
| 2012/13 | Anže Semenič        | Fredrik Bjerkeengen    | Matic Benedik       |
| 2011/12 | Andreas Stjernen    | Kenneth Gangnes        | Michael Hayböck     |
| 2010/11 | Rok Zima            | Mario Innauer          | Andreas Wank        |
| 2009/10 | David Unterberger   | Michael Hayböck        | Manuel Fettner      |
| 2008/09 | Stefan Thurnbichler | Lukáš Hlava            | Christian Ulmer     |
| 2007/08 | Stefan Thurnbichler | Bastian Kaltenböck     | Lars Bystøl         |
| 2006/07 | Balthasar Schneider | Morten Solem           | Stefan Thurnbichler |
| 2005/06 | Anders Bardal       | Morten Solem           | Mathias Hafele      |
| 2004/05 | Anders Bardal       | Balthasar Schneider    | Stefan Thurnbichler |
| 2003/04 | Olav Magne Dønnem   | Balthasar Schneider    | Stefan Kaiser       |
| 2002/03 | Stefan Thurnbichler | Morten Solem           | Michael Möllinger   |
| 2001/02 | Michael Neumayer    | Janne Ylijärvi         | Jörg Ritzerfeld     |
| 2000/01 | Akseli Lajunen      | Christoph Grillhösl    | Lassi Huuskonen     |
| 1999/00 | Dirk Else           | Georg Späth            | Dennis Störl        |
| 1998/99 | Roland Audenrieth   | Marius Småriset        | Wilhelm Brenna      |
| 1997/98 | Alexander Herr      | Falko Krismayr         | Damjan Fras         |
| 1996/97 | Hein-Arne Mathiesen | Simen Berntsen         | Roman Křenek        |
| 1995/96 | Stein Henrik Tuff   | Michael Kury           | Hansjörg Jäkle      |
| 1994/95 | Olli Happonen       | Martin Höllwarth       | Risto Jussilainen   |
| 1993/94 | Ralph Gebstedt      | Ronny Hornschuh        | Klaus Huber         |
| 1992/93 | Franz Neuländtner   | Christian Moser        | Christoph Müller    |
| 1991/92 | Andi Rauschmeier    | Franz Neuländtner      | Remo Lederer        |

### Herren Sommer
| Saison | Sieger               | Zweiter               | Dritter                                 |
| ------ | -------------------- | --------------------- | --------------------------------------- |
| 2024   | Clemens Aigner       | Manuel Fettner        | Fredrik Villumstad                      |
| 2023   | Pius Paschke         | Clemens Leitner       | Maximilian Steiner                      |
| 2022   | Michael Hayböck      | Aleksander Zniszczoł  | Sondre Ringen Kristoffer Eriksen Sundal |
| 2021   | Manuel Fettner       | Mika Schwann          | Fredrik Villumstad                      |
| 2020   | Martin Hamann        | Sander Vossan Eriksen | Anže Lanišek                            |
| 2019   | Klemens Murańka      | Rok Justin            | Pius Paschke                            |
| 2018   | Philipp Aschenwald   | Žak Mogel             | Killian Peier                           |
| 2017   | Klemens Murańka      | Tilen Bartol          | Pius Paschke                            |
| 2016   | Markus Eisenbichler  | Jan Ziobro            | Rok Justin                              |
| 2015   | Daniel-André Tande   | Dawid Kubacki         | Maciej Kot                              |
| 2014   | Jakub Wolny          | Cene Prevc            | Miran Zupančič                          |
| 2013   | Marinus Kraus        | Jakub Janda           | Krzysztof Biegun                        |
| 2012   | Jan Matura           | Wolfgang Loitzl       | Anders Jacobsen                         |
| 2011   | Aleksander Zniszczoł | Peter Prevc           | Andreas Wank                            |
| 2010   | Kamil Stoch          | Jakub Janda           | Andreas Strolz                          |
| 2009   | Robert Kranjec       | Akseli Kokkonen       | Marcin Bachleda                         |
| 2008   | Daniel Lackner       | Markus Eggenhofer     | Severin Freund                          |
| 2007   | Bastian Kaltenböck   | Stefan Thurnbichler   | Primož Pikl                             |
| 2006   | Stefan Thurnbichler  | Rok Benkovič          | Primož Pikl                             |
| 2005   | Marcin Bachleda      | Clint Jones           | Anders Bardal                           |
| 2004   | Robert Mateja        | Stefan Kaiser         | Jernej Damjan                           |
| 2003   | Bine Norčič          | Jure Radelj           | Wolfgang Loitzl                         |
| 2002   | Stefan Pieper        | Kai Bracht            | Rok Benkovič                            |

### Damen Winter
| Saison                                                     | Siegerin           | Zweite                                | Dritte                                   |
| ---------------------------------------------------------- | ------------------ | ------------------------------------- | ---------------------------------------- |
| Fortführung als Skisprung-Intercontinental-Cup             |                    |                                       |                                          |
| 2022/23                                                    | Michelle Göbel     | Nora Midtsundstad                     | Juliane Seyfarth                         |
| 2021/22                                                    | Luisa Görlich      | Hannah Wiegele                        | Sophie Sorschag                          |
| 2020/21                                                    | Hannah Wiegele     | Xenija Kablukowa                      | Jerneja Repinc Zupančič Julia Mühlbacher |
| 2019/20                                                    | Xenija Kablukowa   | Sophie Sorschag                       | Pauline Heßler                           |
| 2018/19                                                    | Katra Komar        | Kamila Karpiel                        | Elisabeth Raudaschl                      |
| 2017/18                                                    | Lidija Jakowlewa   | Daniela Iraschko-Stolz                | Alexandra Baranzewa                      |
| 2016/17                                                    | Joséphine Pagnier  | Luisa Görlich                         | Pauline Heßler                           |
| 2015/16                                                    | Sabrina Windmüller | Julia Huber                           | Anna Odine Strøm                         |
| 2014/15                                                    | Anette Sagen       | Daniela Iraschko-Stolz Taylor Henrich |                                          |
| 2013/14                                                    | Nina Lussi         | Susanna Forsström                     | Juliane Seyfarth                         |
| 2012/13                                                    | Irina Awwakumowa   | Julia Kykkänen                        | Ramona Straub                            |
| 2011/12                                                    | Daniela Iraschko   | Sarah Hendrickson                     | Maja Vtič                                |
| ↑ Zweithöchste Wettkampfklasse / Höchste Wettkampfklasse ↓ |                    |                                       |                                          |
| 2010/11                                                    | Daniela Iraschko   | Coline Mattel                         | Eva Logar                                |
| 2009/10                                                    | Daniela Iraschko   | Ulrike Gräßler                        | Anette Sagen                             |
| 2008/09                                                    | Anette Sagen       | Daniela Iraschko                      | Ulrike Gräßler                           |
| 2007/08                                                    | Anette Sagen       | Daniela Iraschko                      | Jacqueline Seifriedsberger               |
| 2006/07                                                    | Anette Sagen       | Ulrike Gräßler                        | Lindsey Van                              |
| 2005/06                                                    | Anette Sagen       | Lindsey Van                           | Jessica Jerome                           |
| 2004/05                                                    | Anette Sagen       | Lindsey Van                           | Daniela Iraschko                         |

### Damen Sommer
| Saison                                                     | Siegerin                                         | Zweite                     | Dritte                         |
| ---------------------------------------------------------- | ------------------------------------------------ | -------------------------- | ------------------------------ |
| Fortführung als Skisprung-Intercontinental-Cup             |                                                  |                            |                                |
| 2022                                                       | Abigail Strate                                   | Natalie Eilers             | Nora Midtsundstad              |
| 2021                                                       | Julia Mühlbacher Hannah Wiegele                  |                            | Dong Bing                      |
| 2019                                                       | Marita Kramer                                    | Gyda Westvold Hansen       | Karolína Indráčková            |
| 2018                                                       | Katharina Althaus                                | Kaori Iwabuchi             | Juliane Seyfarth Ramona Straub |
| 2017                                                       | Kamila Karpiel                                   | Ramona Straub              | Juliane Seyfarth               |
| 2016                                                       | Lucile Morat                                     | Katharina Althaus          | Ramona Straub Julia Huber      |
| 2015                                                       | Sara Takanashi Line Jahr Ema Klinec Maren Lundby |                            |                                |
| 2014                                                       | Sara Takanashi                                   | Sarah Hendrickson          | Coline Mattel                  |
| 2013                                                       | Ema Klinec                                       | Jessica Jerome Line Jahr   |                                |
| 2012                                                       | Daniela Iraschko Jacqueline Seifriedsberger      |                            | Anja Tepeš                     |
| ↑ Zweithöchste Wettkampfklasse / Höchste Wettkampfklasse ↓ |                                                  |                            |                                |
| 2011                                                       | Coline Mattel                                    | Sara Takanashi             | Daniela Iraschko               |
| 2010                                                       | Daniela Iraschko                                 | Jacqueline Seifriedsberger | Coline Mattel                  |
| 2009                                                       | Ulrike Gräßler                                   | Ayumi Watase               | Melanie Faißt                  |
| 2008                                                       | Ulrike Gräßler                                   | Magdalena Schnurr          | Izumi Yamada                   |

## Bestenliste nach Tagessiegen
Die Liste enthält alle Skispringerinnen, die ein Springen im Continental Cup in einer Einzeldisziplin für sich entscheiden konnten. (Stand: 4. Januar 2013)
|    | Name                       | Anzahl |
| -- | -------------------------- | ------ |
| 1. | Daniela Iraschko-Stolz     | 46     |
| 2. | Anette Sagen               | 45     |
| 3. | Ulrike Gräßler             | 15     |
| 4. | Coline Mattel              | 9      |
| 5. | Lindsey Van                | 8      |
| 6. | Juliane Seyfarth           | 7      |
| 7. | Jacqueline Seifriedsberger | 4      |
| 7. | Magdalena Schnurr          | 4      |
| 9. | Anna Häfele                | 3      |
| 9. | Irina Awwakumowa           | 3      |
| 9. | Line Jahr                  | 3      |
| 9. | Ema Klinec                 | 3      |
| 9. | Jenna Mohr                 | 3      |
| 9. | Maja Vtič                  | 3      |

|     | Name              | Anzahl |
| --- | ----------------- | ------ |
| 15. | Sarah Hendrickson | 2      |
| 15. | Sara Takanashi    | 2      |
| 15. | Atsuko Tanaka     | 2      |
| 15. | Katie Willis      | 2      |
| 15. | Izumi Yamada      | 2      |
| 20. | Lisa Demetz       | 1      |
| 20. | Yūki Itō          | 1      |
| 20. | Jessica Jerome    | 1      |
| 20. | Julia Kykkänen    | 1      |
| 20. | Monika Pogladič   | 1      |
| 20. | Elena Runggaldier | 1      |
| 20. | Carina Vogt       | 1      |

|     | Land               | Anzahl |
| --- | ------------------ | ------ |
| 1.  | Österreich         | 51     |
| 2.  | Norwegen           | 45     |
| 3.  | Deutschland        | 33     |
| 4.  | Vereinigte Staaten | 18     |
| 5.  | Frankreich         | 9      |
| 8.  | Slowenien          | 7      |
| 7.  | Japan              | 5      |
| 8.  | Kanada             | 4      |
| 8.  | Russland           | 3      |
| 9.  | Italien            | 2      |
| 10. | Finnland           | 1      |